# Glomeropitcairnia
Genre
Classification phylogénétique
Glomeropitcairnia est un genre de la famille des Bromeliaceae. Ce genre contient 2 espèces à l'heure actuelle.

## Liste des espèces
- Glomeropitcairnia erectiflora Mez - (Venezuela à Trinité-et-Tobago)
- Glomeropitcairnia penduliflora (Griseb.) Mez - (Antilles)